# Leptosciarella imberba
Leptosciarella imberba är en tvåvingeart som beskrevs av Hans-Georg Rudzinski 2005. Leptosciarella imberba ingår i släktet Leptosciarella och familjen sorgmyggor.
Artens utbredningsområde är Taiwan. Inga underarter finns listade i Catalogue of Life.